# Clinton (hrabstwo Barron)
Clinton – miasto w Stanach Zjednoczonych, w stanie Wisconsin, w hrabstwie Barron.